# Route nationale 785
Die Route nationale 785, kurz N 785 oder RN 785, war eine französische Nationalstraße, die von 1933 bis 1973 in zwei Teilstücken zwischen einer Kreuzung mit der Route nationale 12 südwestlich von Morlaix und dem Pointe de Penmarc’h verlief. Ihre Gesamtlänge betrug 101 Kilometer. Vor 1933 war der Abschnitt von der N12 bis zur N170 der Chemin de Grande Communication (Gc) 71 des Départements Finistère und der Abschnitt von Quimper bis zum Pointe de Penmarc’h war der Gc 20 von Finistère.